# Константиново (Крым)
Константи́ново (до 1948 года Ара́п; укр. Костянтинове, крымскотат. Arap, Арап) — исчезнувшее село в Сакском районе Республики Крым (согласно административно-территориальному делению Украины — Автономной Республики Крым), располагавшееся в центре района, в степной части Крыма, примерно в полукилометре юго-восточнее современного села Митяево.

### Динамика численности населения
| - 1806 год — 57 чел. - 1864 год — 33 чел. - 1892 год — 0 чел. - 1900 год — 50 чел. | - 1915 год — 0/35 чел. - 1926 год — 57 чел. - 1939 год — 23 чел. |

## История
Первое документальное упоминание села встречается в Камеральном Описании Крыма… 1784 года, судя по которому, в последний период Крымского ханства Арыб входил в Каракуртский кадылык Бахчисарайского каймаканства. После присоединения Крыма к России (8) 19 апреля 1783 года, (8) 19 февраля 1784 года, именным указом Екатерины II сенату, на территории бывшего Крымского Ханства была образована Таврическая область и деревня была приписана к Евпаторийскому уезду. После Павловских реформ, с 1796 по 1802 год, входила в Акмечетский уезд Новороссийской губернии. По новому административному делению, после создания 8 (20) октября 1802 года Таврической губернии, Арап был включён в состав Тулатской волости Евпаторийского уезда.
По Ведомости о волостях и селениях, в Евпаторийском уезде с показанием числа дворов и душ… от 19 апреля 1806 года в деревне Арап числилось 6 дворов, 52 крымских татарина и 5 ясыров. На военно-топографической карте генерал-майора Мухина 1817 года деревня Арап обозначена с 6 дворами. После реформы волостного деления 1829 года Арап, согласно «Ведомости о казённых волостях Таврической губернии 1829 г», отнесли к Темешской волости (переименованной из Тулатской). На карте 1836 года в деревне 8 дворов, а на карте 1842 года Арап обозначен условным знаком «малая деревня», то есть, менее 5 дворов.
В 1860-х годах, после земской реформы Александра II, деревню приписали к Сакской волости. В «Списке населённых мест Таврической губернии по сведениям 1864 года», составленном по результатам VIII ревизии 1864 года, Арап — владельческая татарская деревня, с 5 дворами, 33 жителями и мечетью при колодцах. На карте 1865—1876 года в деревне Арап 7 дворов, на верстовой карте 1890 года в деревне обозначено 8 дворов с татарским населением, а, по «…Памятной книжке Таврической губернии на 1892 год» в деревне Арап жителей и домов вовсе не числилось.
Земская реформа 1890-х годов в Евпаторийском уезде прошла после 1892 года, в результате Арап приписали к Камбарской волости. По «…Памятной книжке Таврической губернии на 1900 год» в деревне числилось 50 жителей в 8 дворах . По Статистическому справочнику Таврической губернии. Ч.II-я. Статистический очерк, выпуск пятый Евпаторийский уезд, 1915 год, в деревне Арапп Камбарской волости Евпаторийского уезда числилось 8 дворов (4 двора с землёй, 4 — безземельные) с татарским населением без приписных жителей, но с 35 — «посторонними», из которых 18 мужчин и 17 женщин. Жители владели 600 десятинами удобной земли. В хозяйствах имелось 40 лошадей, 12 волов, 5 коров и 234 головы мелкого скота.
После установления в Крыму Советской власти, по постановлению Крымревкома от 8 января 1921 года была упразднена волостная система и село включили в состав вновь созданного Сарабузского района Симферопольского уезда, а в 1922 году уезды получили название округов. 11 октября 1923 года, согласно постановлению ВЦИК, в административное деление Крымской АССР были внесены изменения, в результате которых был ликвидирован Сарабузский район и образован Симферопольский и село включили в его состав. Согласно Списку населённых пунктов Крымской АССР по Всесоюзной переписи 17 декабря 1926 года, в селе Арап, Джума-Абламского сельсовета Симферопольского района, числилось 14 дворов, из них 12 крестьянских, население составляло 57 человек, из них 31 татарин, 24 грека, 1 русский, 1 записан в графе «прочие». 15 сентября 1931 года был создан Биюк-Онларский немецкий национальный район и село включили в его состав. Постановлением Президиума КрымЦИКа «Об образовании новой административной территориальной сети Крымской АССР» от 26 января 1935 года был создан Сакский район и Арап включили в состав нового района. По данным всесоюзная перепись населения 1939 года в селе проживало 23 человека.
После освобождения Крыма от фашистов, согласно Постановлению ГКО № 5859 от 11 мая 1944 года, 18 мая крымские татары были депортированы в Среднюю Азию, а 27 июня крымские греки также были депортированы в Среднюю Азию. 12 августа 1944 года было принято постановление № ГОКО-6372с «О переселении колхозников в районы Крыма», по которому в район из Курской и Тамбовской областей РСФСР в район переселялись 8100 колхозников, а в начале 1950-х годов последовала вторая волна переселенцев из различных областей Украины. С 25 июня 1946 года Арап в составе Крымской области РСФСР. Указом Президиума Верховного Совета РСФСР от 18 мая 1948 года, село, как Арай, переименовали в Константиново. 26 апреля 1954 года Крымская область была передана из состава РСФСР в состав УССР. Время включения в состав Крайненского сельсовета пока не установлено: на 15 июня 1960 года село уже числилось в его составе. Ликвидировано к 1968 году (согласно справочнику «Крымская область. Административно-территориальное деление на 1 января 1968 года» — в период с 1954 по 1968 годы, как посёлок Крайненского сельсовета).